# Тернер, Пейтон
Пейтон Тернер (англ. Payton Turner; 7 января 1999, Хьюстон, Техас) — профессиональный американский футболист, выступающий на позиции ди-энда в клубе НФЛ «Нью-Орлеан Сэйнтс». На студенческом уровне играл за команду Хьюстонского университета. На драфте НФЛ 2021 года был выбран в первом раунде под общим 28 номером.

## Биография
Пейтон Тернер родился 7 января 1999 года в Хьюстоне. Учился в старшей школе Вестайд, играл в её футбольной и баскетбольной командах. В 2016 году был включён в состав сборной звёзд округа. Большую часть сезона в выпускной год пропустил из-за травмы колена. После окончания школы поступил в Хьюстонский университет.

### Любительская карьера
В футбольном турнире NCAA Тернер дебютировал в сезоне 2017 года. В одиннадцати сыгранных матчах он сделал перехват и 14 захватов. В 2018 году он стал игроком стартового состава и провёл одиннадцать игр, пропустив концовку сезона из-за травмы ноги. В турнире 2019 года Тернер сыграл двенадцать матчей, сделав 34 захвата и четыре сэка.
Перед началом сезона 2020 года он был выбран одним из капитанов команды. В сокращённом из-за пандемии COVID-19 турнире он сыграл в пяти матчах, став лучшим в составе по числу захватов с потерей ярдов и сэков. По итогам года Тернер вошёл в состав второй сборной звёзд конференции AAC.

#### Статистика выступлений в NCAA
| Сезон | Команда        | Игры | Захваты | Захваты | Захваты | Захваты | Захваты | Перехваты | Перехваты | Перехваты | Перехваты | Перехваты | Фамблы | Фамблы | Фамблы | Фамблы |
| Сезон | Команда        | Игры | Solo    | Ast     | Tot     | Loss    | Sk      | Int       | Yds       | Y/R       | TD        | PD        | FR     | Yds    | TD     | FF     |
| ----- | -------------- | ---- | ------- | ------- | ------- | ------- | ------- | --------- | --------- | --------- | --------- | --------- | ------ | ------ | ------ | ------ |
| 2017  | Хьюстон Кугарс | 11   | 10      | 4       | 14      | 2,0     | 1,0     | 1         | 0         | 0,0       | 0         | 1         | 0      | 0      | 0      | 0      |
| 2018  | Хьюстон Кугарс | 11   | 21      | 21      | 42      | 3,5     | 0,0     | 0         | 0         | 0,0       | 0         | 4         | 0      | 0      | 0      | 0      |
| 2019  | Хьюстон Кугарс | 12   | 20      | 13      | 33      | 7,5     | 3,5     | 0         | 0         | 0,0       | 0         | 4         | 0      | 0      | 0      | 0      |
| 2020  | Хьюстон Кугарс | 5    | 17      | 8       | 25      | 10,5    | 5,0     | 0         | 0         | 0,0       | 0         | 0         | 0      | 0      | 0      | 1      |
| Всего | Всего          | 39   | 68      | 46      | 114     | 23,5    | 9,5     | 1         | 0         | 0,0       | 0         | 9         | 0      | 0      | 0      | 1      |

### Профессиональная карьера
Перед драфтом НФЛ 2021 года аналитик сайта Bleacher Report Джастис Москеда среди сильных сторон Тернера называл разнообразный арсенал технических приёмов пас-раша, хорошие антропометрические данные, физическую силу и работоспособность. К недостаткам он относил очень плохую технику, недостаток скорости и богатую историю травм игрока. Москеда прогнозировал ему выбор в четвёртом раунде.
На драфте Тернер был выбран «Нью-Орлеаном» в первом раунде под общим 28 номером. Обозреватель ESPN Майк Триплетт объяснил неожиданное решение клуба видением главного тренера Шона Пейтона и генерального менеджера Микки Лумиса, которые предпочитали видеть в защите габаритных игроков с длинными руками. Сумма четырёхлетнего контракта новичка составила 12,5 млн долларов. В своём дебютном сезоне Тернер из-за травмы плеча и последующей операции смог принять участие только в пяти матчах, сделав 12 захватов и сэк. К полноценным тренировкам медицинская служба клуба допустила его только в июле 2022 года.

#### Статистика выступлений в НФЛ

##### Регулярный чемпионат
| Сезон | Команда           | Игры | Захваты | Захваты | Захваты | Захваты | Захваты | Перехваты | Перехваты | Перехваты | Перехваты | Перехваты | Фамблы | Фамблы | Фамблы | Фамблы |
| Сезон | Команда           | Игры | Solo    | Ast     | Tot     | Loss    | Sk      | Int       | Yds       | Y/R       | TD        | PD        | FR     | Yds    | TD     | FF     |
| ----- | ----------------- | ---- | ------- | ------- | ------- | ------- | ------- | --------- | --------- | --------- | --------- | --------- | ------ | ------ | ------ | ------ |
| 2021  | Нью-Орлеан Сэйнтс | 5    | 9       | 3       | 12      | 3       | 1,0     | 0         | 0         | 0,0       | 0         | 0         | 0      | 0      | 0      | 0      |
| Всего | Всего             | 5    | 9       | 3       | 12      | 3       | 1,0     | 0         | 0         | 0,0       | 0         | 0         | 0      | 0      | 0      | 0      |